# Tivoli-Melodie
Tivoli-Melodie ist der ursprüngliche Titel eines Instrumental-Musikstückes, das von dem deutschen Komponisten Heino Gaze geschrieben wurde. Die Instrumentalversion Calcutta wurde 1961 mit dem Orchester Lawrence Welk in den USA zu einem Nummer-eins-Hit. In Deutschland kam Vico Torriani mit der Textversion Kalkutta liegt am Ganges ebenfalls an die Spitze der Hitparaden. 

## Tivoli-Melodie
In den 1950er Jahren war Heino Gaze in der Schlagerbranche ein viel beschäftigter Komponist, der unter anderem für Peter Alexander mit dem Titel Ich weiß was dir fehlt einen Nummer-eins-Hit und weitere Top-10-Erfolge schrieb. Bis 1957 hatte er für über 20 Filme den Soundtrack komponiert. Im Frühjahr 1958 brachte die deutsche Plattenfirma Polydor auf der Single Nr. 23668 Heino Gazes Komposition Tivoli-Melodie, gespielt vom Orchester Ricardo Santos, heraus. Hinter Ricardo Santos verbarg sich der später erfolgreiche Bandleader Werner Müller. Im selben Jahr veröffentlichte der italienische Pianist Marino Marini mit seinem Quartett ebenfalls eine Instrumentalversion der Tivoli-Melodie. Im Herbst 1958 erschien in Großbritannien eine gesungene Version mit einem Text des Amerikaners Al Stillman, die von dem Briten Tony Osborne interpretiert wurde. Alle diese Versionen schafften es nicht in die Hitlisten.

## Calcutta

Nr. 1 in den USA: Calcutta mit Lawrence Welk

Der US-Amerikaner Artie Ripp produzierte 1960 mit dem Orchesterleiter Lawrence Welk eine neue Instrumental-Version der Tivoli-Melodie. Welk hatte bereits seit den 1930er-Jahren eine Reihe von erfolgreichen Instrumentals eingespielt. Artie Ripp hatte für seine Produktion zusätzlich zum Welk-Orchester noch ein Cembalo vorgesehen, das von Frank Scott gespielt wurde. Unter dem Titel Calcutta wurde die Produktion im November 1960 von der US-Plattenfirma Dot Records auf einer Single unter der Katalognummer 16161 veröffentlicht. Schon am 12. Dezember 1960 erschien Calcutta zum ersten Mal in den Hot 100 des US-Musikmagazins Billboard. Am 13. Februar erreichte das Musikstück dort Platz eins, den es zwei Wochen lang verteidigte. Der Titel Calcutta erschien bei Dot im Januar 1961 auch auf einer Langspielplatte, die in den LP-Charts ebenfalls den ersten Platz erreichte. 
Neben gecoverten Instrumentalversionen von Les Baxter, Les Brown oder The Ventures erschien 1961 ein von Lee Pockriss verfasste Textversion von Calcutta mit den Four Preps, von Capitol sowohl in den USA wie auch in Großbritannien und Deutschland veröffentlicht wurde. Der Text handelt von Frauen in Kalkutta, die besser küssen, als jene in Paris oder Spanien. Die Four Preps erreichten mit ihrer Version in den Billboard-Hot 100 Platz 96.

## Kalkutta liegt am Ganges

Nr. 1 in Deutschland: Kalkutta liegt am Ganges mit Vico Torriani

In Deutschland war bereits 1960 eine Textversion der Tivoli-Melodie herausgekommen, die den Titel Kalkutta liegt am Ganges erhalten hatte. Texter war Hans Bradtke, der bereits den Text für zwei Nummer-eins-Hits geschrieben hatte: Siebenmal in der Woche (Vico Torriani) und Hula-Baby (Peter Kraus). Der Titel Kalkutta liegt am Ganges ist irreführend, denn die indische Stadt Kalkutta liegt am Fluss Hugli, der zwar zum Gangesdelta gehört, aber etwa 320 km westlich vom Hauptstrom des Ganges ins Meer fließt. Im weiteren Text versucht Bradtke dann auch deutlich zu machen, dass ihm geografische Kenntnisse weniger wichtig sind als die schöne Madeleine: „So dreht sich diese Erde im Kreis und bleibt nicht steh’n. Bei mir da dreht sich alles allein um Madeleine.“ Wolf Kabitzky produzierte den Song am 3. Juni 1960 in Berlin-Lichterfelde mit Vico Torriani und dem Tanzorchester Klaus Wüsthoff. Er wurde im selben Monat von der Plattenfirma Decca unter Nummer 19075 veröffentlicht. Trotz des simplen Textes kam das Lied beim Publikum gut an. Die Single erreichte Position zwei der deutschen Singlecharts und hielt sich vier Monate in den Top 10 sowie sechs Monate in der Hitparade. Von der deutschen Plattenindustrie wurde der Kalkutta-Song mit einer Goldenen Schallplatte ausgezeichnet. Keine weitere in Deutschland tätige Plattenfirma sah sich veranlasst, parallel zu Decca eine eigene Version von Kalkutta liegt am Ganges zu produzieren. Lediglich das Billiglabel Tempo brachte eine Version mit dem als Schauspieler bekannten Gerd Fitz heraus.